# Шарль Моріс де Талейран-Перігор
Шарль Мо́ріс де Талейра́н-Періго́р (фр. Charles Maurice de Talleyrand-Périgord); *2 лютого 1754 — †17 травня 1838) — французький політик і дипломат. Брав участь у Французькій революції, працював у декількох урядах країни: короля Людовика XVI, Наполеона, Людовика XVIII та декількох інших. Отримав визнання серед сучасників як витончений дипломат, радник та інтелектуал. Мав значний вплив на французьку дипломатію та загальний хід європейської історії 19 сторіччя.

## Старий порядок
Талейран народився 2 лютого 1754 року в Парижі у шляхетній, але небагатій дворянській сім'ї Шарля Даніеля де Талейран-Перігор (1734—1788). Предки майбутнього дипломата походили від Адальберта Перігорського, васала Гуго Капета. Дядько Талейрана, Александр Анжелік де Талейран-Перігор, у свій час був архієпископом Реймським, а згодом кардиналом і архієпископом Паризьким. Сам Талейран описував, за його ж спогадами, найщасливіші роки свого дитинства провів у маєтку своєї прабаби, графині Рошешуар-Мортемар, яка була онучкою відомого міністра фінансів Франції за короля Людовика XIV Жана-Батіста Кольбера. Одного разу маленький Шарль, залишений без нагляду, впав із комоду та серйозно пошкодив праву ногу.
Імовірно, що саме ця травма завадила хлопцю пов'язати своє життя із воєнною службою. Батьки вирішили, що сину більше підійде сан священнослужителя. В надії зробити Талейрана єпископом, його віддали до коледжу д'Аркур в Парижі, а згодом молодий дворянин поступив у семінарію Сен-Сюльпіс, де вчився з 1770 року по 1773 рік. Також Шарль навчався у Сорбонні, після закінчення якої отримав степінь ліценціата з теології. У 1779 році Талейран став священиком. 1788 року Папа затвердив молодого служителя єпископом Отенським
У 1780 році Талейран стає Генеральним агентом Галліканської (французької) церкви при дворі. Упродовж п'яти років він був неофіційним «Міністром фінансів» церкви — разом із Раймоном де Бужеалоном, архієпископом Ахенським, відав майном і фінансами Галліканської церкви.

## Французька революція
У квітні 1789 року Талейрана було обрано депутатом від духовенства у Генеральні штати. 14 липня 1789 року його включено в Конституційний Комітет Національної асамблеї. Він брав участь у написанні Декларації прав людини і громадянина і висунув проект Громадянської конституції духовенства, що передбачала націоналізацію церкви. 14 липня 1790 року Талейран відслужив урочисту месу на честь Свята Федерації перед вівтарем, спорудженим посеред Марсового поля. Того ж року єпископ запропонував впровадити свято Дня Взяття Бастилії, що суттєво підвищило його популярність. Дещо пізніше король задовольнив його прохання про відставку з поста єпископа Отенського. Сам Талейран на старості коментував це так:

| «Вся моя молодість була присвячена професії, для якої я не був народжений.»[2] |
Першою угодою на міжнародному рівні, до якої долучився Талейран, було рішення про підготовку і озброєння 27 кораблів для іспанського флоту. За неї він отримав досить солідну винагороду — 100 тисяч доларів від іспанського посла. У 1792 році Талейран двічі їздив у Королівство Великої Британії для неофіційних переговорів про відвернення війни, але його спроби не увінчалися успіхом. У вересні Талейран опинився у Великій Британії якраз перед черговим спалахом масового терору. В грудні у Франції на нього, як на аристократа, видали ордер на арешт. Дипломат передбачливо залишився за кордоном.
1794 року згідно з декретом Пітта французькому єпископу довелося покинути Королівство Великої Британії. Він вирушив до Сполучених Штатів Америки, де заробляв на життя фінансовими операціями та торгівлею нерухомістю.

## Директорія та Імперія
Після 9 термідора та повалення Максиміліана Робесп'єра Талейран виклопотав повернення на батьківщину. Йому вдалося повернутися у вересні 1796 року. Наступного року його призначено міністром закордонних справ. Новопризначений міністр замінив на цій посаді Шарля Делакруа. У політиці Талейран зближувався із буржуазією; також він зробив ставку на генерала Бонапарта. Вони стали близькими союзниками; міністр допоміг генералу здійснити переворот 18 брюмера 17 листопада 1799 року. Наполеон високо оцінював здібності Талейрана, зокрема, казав, що у нього «є багато з того, що необхідно для переговорів: світські манери, знання дворів Європи, відоме ім'я та нерухомість в рисах обличчя, яку ніщо не може змінити».
В епоху Імперії Талейран долучився до викрадення й розстрілу герцога Енгієнського.
У 1803-1804 роках Талейран керував реорганізацією політичних одиниць, з яких складалася Священна Римська імперія. Ця реформа відома в історії як Німецька медіатизація.
1805 року міністр взяв участь у підписанні Пресбурзького миру, а у 1807 — Тільзитського миру.

## Перехід на бік Бурбонів
Ще під час Першої Імперії Талейран почав брати хабарі від ворожих Франції держав. Надалі він допоміг реставрації Бурбонів у Франції. На Віденському конгресі захищав інтереси нового французького короля, але при цьому відстоював французьку буржуазію. Він висунув принцип легітимізму (визнання історичного права династій на вирішення основних принципів державного ладу) для обґрунтування та захисту територіальних інтересів Франції, які полягали у збереженні кордонів 1 січня 1792 року. Також Талейран намагався не допустити розширення території Пруссії. Цей принцип, утім, не був підтриманий, бо суперечив планам тієї ж Пруссії та Російської імперії.
Після 1815 року Талейран відійшов від дипломатичної діяльності на 15 років. Після революції 1830 року він увійшов до уряду Луї-Філіппа, а пізніше був призначений послом у Великій Британії (1830—1834). На цій посаді сприяв зближенню Королівства Франція й Великої Британії та віддалення від Об'єднаного королівства Нідерландів. При визначенні державного кордону Бельгії Талейран за хабар включив Антверпен у склад цієї держави. Але скандал, що невдовзі вибухнув, змусив дипломата узяти відставку.
Талейран помер 17 травня 1838 року у віці 84 роки. Він похований у своєму розкішному маєтку Валансе в долині Луари. На могилі написано:

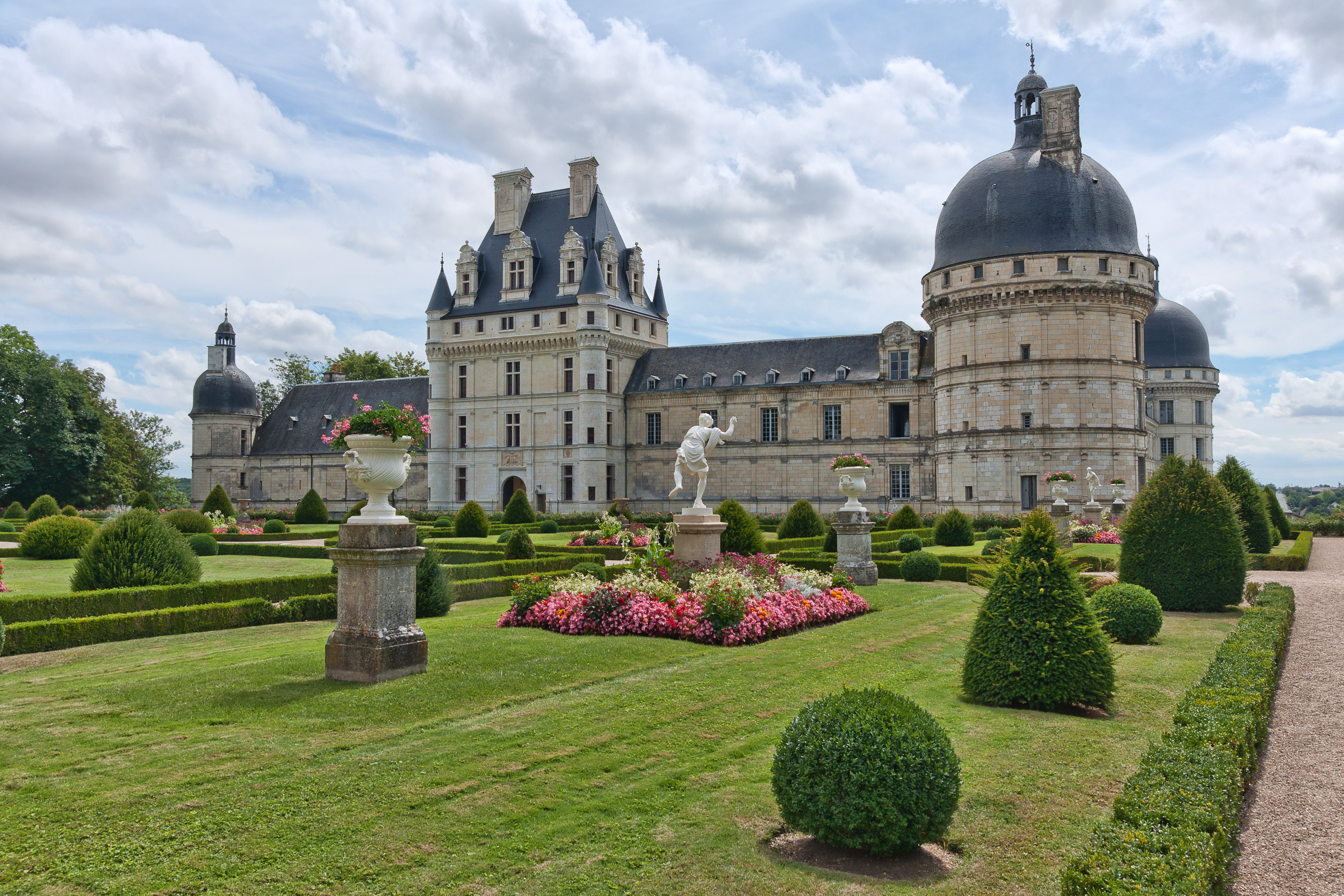
Замок Валансе, який належав Талейрану

| Тут покоїться тіло Шарля Моріса де Талейран-Перігора, принца Талейрана, герцога Діно, що народився в Парижі 2 лютого 1754 року та помер там же 17 травня 1838 року». |

## Ставлення до Талейрана
Оточення високо оцінювало дипломатичний талант Талейрана, але його безпринципність та схильність до корупції стала легендою. Наполеон Бонапарт так оцінював свого міністра:

| Це талановита людина, але з ним можна мати справу тільки за гроші. Королі баварський і вюртембергський стільки разів звертались до мене із скаргами на його жадібність, що якби не його дипломатичний хист, я б ще раніше відібрав у нього міністерський портфель.[2] |
Також була відомою схильність Талейрана у всьому отримувати вигоду. Коли він помер, у вищих станах французького суспільства жартували:

| «Талейран помер? А з якого боку йому це вигідно?» |
Наполеон у своєму щоденнику записав:

| «Обличчя Талейрана настільки непроникне, що абсолютно неможливо зрозуміти його. Ланн і Мюрат жартували, що якщо він розмовляє з Вами, а цей час хто-небудь ззаду дає йому стусана, за його обличчям Ви не визначите це.»[3] |